# Seseli ugoense
Seseli ugoense är en flockblommig växtart som beskrevs av Gen-Iti Koidzumi. Seseli ugoense ingår i släktet säfferötter, och familjen flockblommiga växter. Inga underarter finns listade i Catalogue of Life.